# Chamanthedon striata
Chamanthedon striata is een vlinder uit de familie wespvlinders (Sesiidae), onderfamilie Sesiinae.
Chamanthedon striata is voor het eerst wetenschappelijk beschreven door Gaede in 1929. De soort komt voor in het Afrotropisch gebied.